# Агнешка Дзєм'янович-Бонк
Агнешка Ева Дзєм'янович-Бонк (пол. Agnieszka Ewa Dziemianowicz-Bąk; нар. 20 січня 1984, Вроцлав) — польська громадська і політична діячка, Міністр сім'ї, праці та соціальної політики.

## Життєпис
Закінчила Вроцлавський університет у 2009 році. У 2018 році захистила докторську дисертацію.
У 2016 році журнал «Foreign Policy» включив Дземьянович-Бонк, поряд із Барбарою Новацькою, у свій щорічний список «100 найвпливовіших світових мислителів» за роль в організації «Чорного протесту» проти повної заборони абортів в Польщі.
Дземьяновіч-Бонк представляє «Разом» у загальноєвропейській організації «Рух за демократію в Європі 2025» (DiEM25).